# Lietavská Svinná-Babkov
Lietavská Svinná-Babkov es un municipio del distrito de Žilina en la región de Žilina, Eslovaquia, con una población estimada a final del año 2024 de 1725 habitantes.
Se encuentra ubicado al oeste de la región, cerca del curso alto del río Váh (cuenca hidrográfica del Danubio) y de la frontera con la región de Trenčín.

## Demografía
| Año        | 1994 | 2004    | 2014    | 2024    |
| ---------- | ---- | ------- | ------- | ------- |
| Población  | 1491 | 1562    | 1714    | 1725    |
| Diferencia |      | +4,76 % | +9,73 % | +0,64 % |

| Año        | 2023 | 2024    |
| ---------- | ---- | ------- |
| Población  | 1717 | 1725    |
| Diferencia |      | +0,46 % |